# Алгамбра (Іллінойс)
Алгамбра (англ. Alhambra) — селище (англ. village) в США, в окрузі Медісон штату Іллінойс. Населення — 622 особи (2020).

## Географія
Алгамбра розташована за координатами 38°53′15″ пн. ш. 89°44′13″ зх. д. / 38.88750° пн. ш. 89.73694° зх. д. (38.887446, -89.736876).  За даними Бюро перепису населення США в 2010 році селище мало площу 1,98 км², з яких 1,96 км² — суходіл та 0,02 км² — водойми.

## Демографія
Згідно з переписом 2010 року, у селищі мешкала 681 особа в 241 домогосподарстві у складі 164 родин. Густота населення становила 344 особи/км².  Було 253 помешкання (128/км²).
Расовий склад населення:
| - 97,8 % — білих - 0,3 % — чорних або афроамериканців - 0,3 % — азіатів |

До двох чи більше рас належало 1,3 %. Частка іспаномовних становила 0,4 % від усіх жителів.
За віковим діапазоном населення розподілялося таким чином: 18,2 % — особи молодші 18 років, 54,0 % — особи у віці 18—64 років, 27,8 % — особи у віці 65 років та старші. Медіана віку мешканця становила 47,4 року. На 100 осіб жіночої статі у селищі припадало 94,0 чоловіків;  на 100 жінок у віці від 18 років та старших — 85,0 чоловіків також старших 18 років.
Середній дохід на одне домашнє господарство  становив 58 274 долари США (медіана — 52 679), а середній дохід на одну сім'ю — 67 025 доларів (медіана — 61 250). Медіана доходів становила 48 750 доларів для чоловіків та 33 750 доларів для жінок. За межею бідності перебувало 9,1 % осіб, у тому числі 24,4 % дітей у віці до 18 років та 8,5 % осіб у віці 65 років та старших.
Цивільне працевлаштоване населення становило 289 осіб. Основні галузі зайнятості: роздрібна торгівля — 15,9 %, освіта, охорона здоров'я та соціальна допомога — 14,5 %, мистецтво, розваги та відпочинок — 12,8 %.